# Sylan
Sylan, Sylane oder Sylene (Norwegisch), Sylarna (Schwedisch), Bealjehkh (Südsamisch) (auf Deutsch Die Dornen), ist ein Gebirge an der Grenze zwischen Norwegen und Schweden in den Provinzen Trøndelag und Jämtlands län.
Der zentral gelegene Gebirgskamm des Sylanmassivs erstreckt sich vom Nordsylen (1523 moh.) im Norden über den Lillsylen (1700 moh.) und den mit 1762 moh. höchsten Berg, den Storsylen, bis nach Süden zum Storsola (1727 moh.). Der Gebirgskamm ist eine beliebte Wanderstrecke für geübte Wanderer. Weitere Gipfel im Sylan sind der Bandaklumpen (1553 moh.) in Norwegen, und in Schweden der Slottet (Ostgrat des Storsylen, 1638 moh.; Schartenhöhe ca. 35 m), der Sylskalstöten (1519 moh.; Schartenhöhe gut 160 m), der Ekorrhammaren (1452 moh.; Schartenhöhe ca. 335 m), der Vaktklumpen (1444 moh.; Schartenhöhe knapp 140 m), der Fruntimmersklumpen (1307 moh.; Schartenhöhe gut 180 m) und der Herrklumpen (1289 moh.; Schartenhöhe gut 105 m).
Es gibt mehrere Berghütten in der Umgebung. Der Norwegische Bergwanderverein unterhält die Hütten Schulzhytta, Storerikvollen und Nedalshytta. Auf der schwedischen Seite gibt es die Hütten Blåhammarens Fjällstation, Sylarnas Fjällstation und Fjällstuga Helags.